# Парасимпатична нервова система
Парасимпати́чна нерво́ва систе́ма — частина автономної нервової системи, пов'язана з симпатичною нервовою системою, і в певних умовах функціонально їй протиставляється. У парасимпатичній нервовій системі ганглії розташовані безпосередньо в органах або на підходах до них, тому прегангліонарні волокна довгі, а постгангліонарні — короткі. Термін парасимпатична — тобто навколосимпатична — був запропонований Д. Н. Ленглі наприкінці XIX — початку XX століття.

## Ембріологія
Ембріональним джерелом парасимпатичної системи є гангліозна пластинка. Парасимпатичні вузли голови утворюються шляхом міграції клітин з середнього і довгастого мозку. Периферичні парасимпатичні ганглії травного каналу походять з двох ділянок гангліозної пластинки — вагусної і попереково-кресцової.

## Анатомія

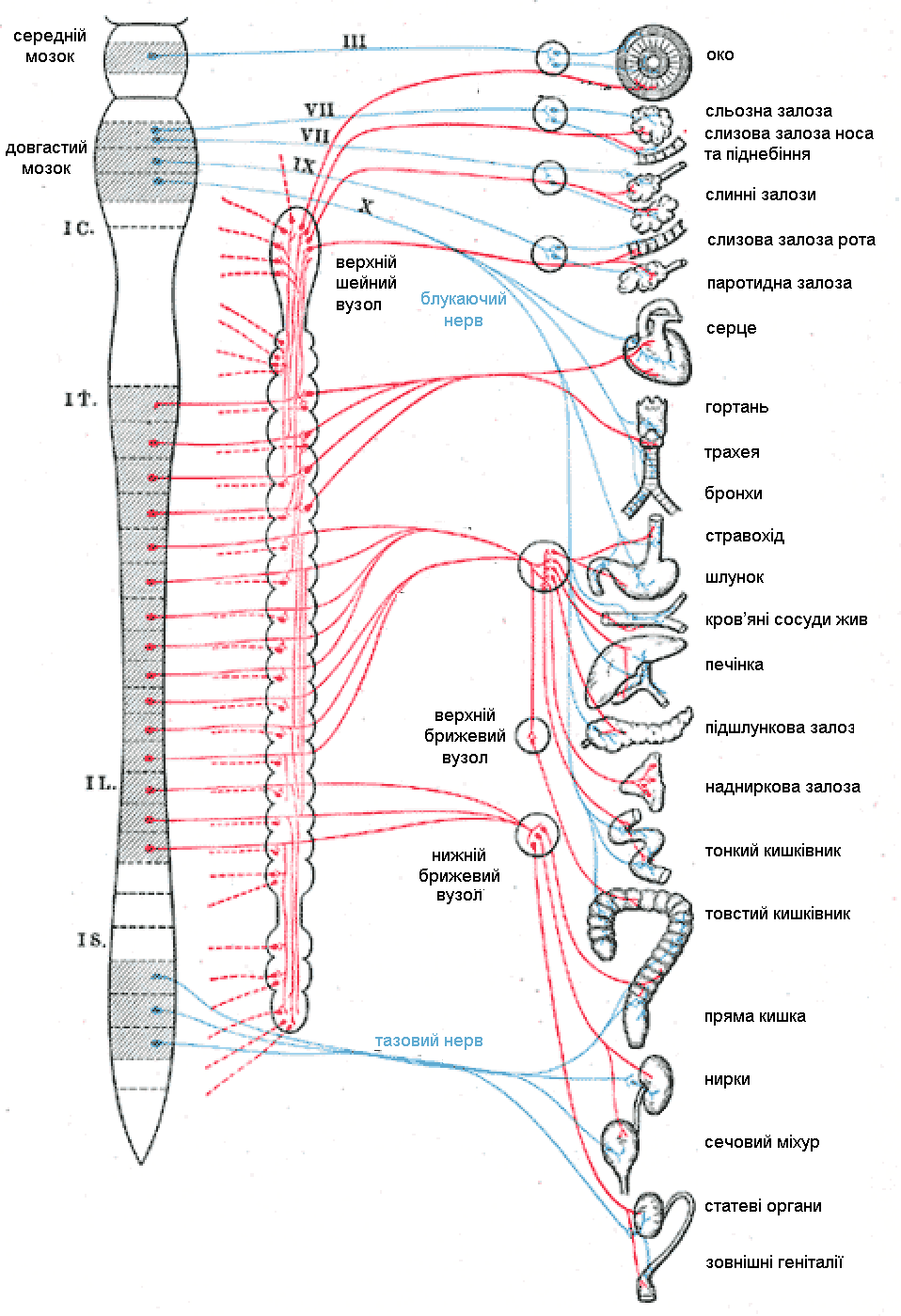
Інервація органів автономною нервовою системою з симпатичною нервовою системою поміченою червоним і парасимпатичною системою — блакитним

У ссавців в парасимпатичній нервовій системі виділяють центральний і периферичний відділи. Центральний відділ включає ядра головного мозку і крижового відділу спинного мозку.
Основну масу парасимпатичних вузлів становлять дрібні ганглії, дифузно розкидані в товщі або на поверхні внутрішніх органів. Для парасимпатичної системи характерна наявність довгих відростків у прегангліонарних нейронів і надзвичайно коротких — у постгангліонарних. При цьому парасимпатичні волокна іннервують певні зони тіла (винятком є травна система).
Головний відділ підрозділяють на середнемозкову і подовжнемозкову частини. Середньомозкова частина представлена ядром Якубовича-Едінгера-Вестфаля, розташованим поблизу передніх горбів чотирьохгорбкового тіла на дні Сильвієвого водопроводу. У подовжньомозкову частину входять ядра VII, IX, X черепно-мозкових нервів.
Прегангліонарні волокна від ядра Едінгера-Вестфаля, виходять у складі окорухового нерва (III пара ЧМН), і закінчуються на ефекторних клітинах війкового ганглія (лат. gangl. ciliare). Постгангліонарні волокна вступають в очне яблуко і йдуть до м'язів системи акомодації і сфінктера зіниці.
Волокна парасимпатичної системи так само входять до складу лицевого і язикоглоткового нервів. Ядра спинномозкового центру розташовуються в ділянці II–IV крижових сегментів, в бічних рогах сірої речовини спинного мозку.
Основним парасимпатичним нервом є блукаючий нерв (лат. N. vagus), який на ряду з аферентними і еферентними парасимпатичними волокнами включає чутливі і рухові соматичні, і еферентні симпатичні волокна.

## Фізіологія
Переважно нейрони парасимпатичної нервової системи є холінергічними. Хоча відомо, що разом з основним медіатором постгангліонарні аксони одночасно виділяють пептиди (наприклад вазоактивний інтестіальний пептид (VIP)). Крім того у птахів у війковому ганглії разом з хімічною передачею присутня і електрична. Відомо, що парасимпатична стимуляція в одних органах викликає гальмівну дію, в інших — збуджуючу відповідь. У будь-якому випадку, дія парасимпатичної системи протилежна симпатичної (виняток — дія на слинні залози, де і симпатична і парасимпатична нервова система викликають активацію залоз).
Парасимпатична нервова система іннервує райдужну оболонку, слізну залозу, піднижньощелепну, під'язикову і привушну залози, легені і бронхи, серце (зменшення частоти і сили серцевих скорочень), стравохід, шлунок, товсту і тонку кишку (посилення секреції залозистих клітин).
Тобто парасимпатична нервова система активізується коли людині потрібно відновити запаси енергії, на відміну від симпатичної.